# Battista da Crema
Battista da Crema, al secolo Giovanni Battista Carioni (Crema, 1460 circa – Guastalla, 2 gennaio 1534), è stato un religioso italiano.
Frate domenicano, fu ispiratore della congregazione barnabita, fondata nel 1532, e autore di opere devozionali che, propugnando un particolare rigore ascetico, gli valsero accuse di eresia e la messa all'Indice dei suoi scritti.

## Biografia
Di Giovanni Battista Carioni non si conosce la formazione giovanile. Con il nome di fra Battista vestì l'abito domenicano nel 1494, nel 1497 diresse il convento milanese di Santa Maria delle Grazie e nel 1499 l'omonimo convento di Modigliana.
Nel 1519 risulta far parte della comunità conventuale di Santa Corona a Vicenza, dove divenne direttore spirituale di Gaetano di Thiene e successivamente confessore del medico Antonio Maria Zaccaria, che egli convinse ad abbracciare il sacerdozio.
Nel 1525 pubblicò a Venezia la Via de aperta verità, uno scritto nel quale egli individua nella povertà, nella castità, nell'obbedienza, nei sacramenti della confessione e della comunione, e nelle opere di carità i fondamenti sui quali condurre una perfetta vita spirituale. Egli esclude invece che sia importante osservare norme esteriori che riducono la fede a pura cerimonia, portando ad andare in chiesa con la mente volta «a la mercantia o ad altre vanità»: la vittoria sul peccato e il conseguimento della salvezza si ottiene facendo il bene e imitando Cristo. L'accento posto sul valore delle opere di bene compiuto liberamente dall'uomo gli procurarono sospetti di semipelagianesimo. L'iniziativa di Clemente VII, che con un breve emanato il 23 giugno 1525 ordinò l'esame dell'operetta, portò tuttavia al riconoscimento dell'ortodossia delle tesi espresse da Battista da Crema.
Nel 1529, autorizzato dal proprio Ordine, si stabilì presso la contessa di Guastalla, Ludovica Torelli, come «maestro dell'anima sua», raccomandandole lo Zaccaria quale suo cappellano. La Torelli, dopo la morte violenta del padre Achille e del suo secondo marito Andrea Martinengo, aveva subìto una profonda crisi spirituale: nel 1530 la contessa si trasferì a Milano, dove contribuì alla fondazione delle nuove congregazioni dei barnabiti e delle angeliche, e ospitò nella casa milanese la sua corte, organizzata secondo i canoni di una comunità religiosa guidata dallo stesso Battista, che le impose pratiche devozionali e ascetiche.
Nel 1531 furono pubblicati due suoi scritti, l'Opera utilissima de la cognizione et vittoria di sé stesso e la Philosophia divina. Fra Battista considera la natura umana composta di una parte concupiscibile, di una irascibile e di una parte razionale: da quella concupiscibile derivano vari vizi, quali l'intemperanza e la lussuria, che a loro volta ne trascinano altri; dall'ira conseguono un'altra serie di vizi, quali l'audacia, l'odio, l'invidia, che generano a loro volta passioni negative. Anche la natura razionale può essere fonte di vizi: dalla virtù e dall'umiltà può generarsi la superbia, che a sua volta produce la presunzione e l'arroganza. Anche comuni manifestazioni di affetto, apparentemente innocenti, possono «accendere il fuoco babbilonico» e condurre a vizi irreparabili. Fra Battista riprende così dal Savonarola la censura di ogni manifestazione di lusso, di ogni esibizione di ricchezza, di tutto ciò che può essere fonte di corruzione - rappresentazioni teatrali, canti, balli, dipinti - delle «frascherie», dei «panni fini», dei «cibi diversi et delicati», delle «pompe del mondo».
Poiché i naturali istinti dell'uomo sono indirizzati al male, essi vanno combattuti seguendo un modello di vita di perfezione cristiana, che offra i comportamenti da tenere e le regole da seguire per sottrarsi al peccato. L'eliminazione dei mali dell'anima avviene attraverso la grazia di Dio e la pratica ascetica della mortificazione, del «tagliar via la superfluità» e di astenersi «da molte cose licite aciò non ruiniamo ne le cose illicite». Superata la «tepidezza» che impedisce d'imboccare la via dell'ascesi, l'uomo s'introdurrà nella vita contemplativa, raggiungendo la fase mistica in cui l'anima vive unicamente dell'amore di Dio.
Anche questi scritti ebbero accuse di semipelagianesimo, a causa della sua esplicita adesione alla dottrina di Giovanni Cassiano, ma in Battista da Crema opera un complesso di influenze riconducibili a san Paolo, a sant'Agostino, a san Gregorio Magno, a santa Caterina da Siena e al neoplatonismo di Ficino e di Giovanni Pico della Mirandola che, insieme con il valore preminente da lui attribuito alla grazia divina, dovrebbero porlo al riparo da questi sospetti.
Il 9 marzo 1532 Gian Piero Carafa, inquisitore e futuro papa Paolo IV, gli scrisse rimproverandolo per quel suo vivere fuori dall'ordine cui apparteneva, oltre tutto in casa di «una donna nobile, giovane, bella e bigama, vedova, libera e facoltosa e di gagliardissimo cervello». La Torelli lasciò allora Milano per Guastalla con la sua corte, con Battista e lo Zaccaria, opponendo un conflitto di giurisdizione al padre provinciale dei domenicani di Lombardia Angelo da Faenza, che lo richiedeva in convento, e ottenendo dal papa Clemente VII un nuovo permesso per fra Battista.
Duravano ancora queste polemiche quando Battista da Crema morì a Guastalla il 2 gennaio 1534 assistito dallo Zaccaria e dalla contessa, la quale farà pubblicare a Milano nel 1540 un'altra operetta di fra Battista rimasta manoscritta, lo Specchio interiore, nella cui prefazione la Torelli attribuirà all'autore il merito di averla costretta «a credere et confessare che 'l vero honore si ritrova solo nelle vergogne et dispregio di sé stesso». Alla sua morte, il Carafa, rimasto sempre ostile al domenicano, scriverà a Gaetano da Thiene di ritenere che fra' Battista fosse morto «fuori dal grembo della Chiesa», augurandosi che «il Signore fosse misericordioso con lui e ottenesse quello che la preghiera non può fargli conseguire».
Le congregazioni milanesi dei barnabiti e delle angeliche furono subito sospettate di deviare dalla dottrina ortodossa, di essere in particolare vicine alla prassi penitenziali delle beghine e dei poveri di Lione, perseguendo nell'eresia pelagiana. Il nuovo papa Paolo III fece avviare il 26 giugno 1536 dal vescovo di Modena Giovanni Morone e dal provinciale domenicano Tommaso Maria Beccadelli un'inchiesta che si concluse con il riconoscimento dell'ortodossia delle due congregazioni. Tuttavia, nel clima dell'intransigenza controriformistica, le dottrine di Battista da Crema furono ufficialmente condannate e le sue opere poste nell'Indice di Venezia nel 1554, in quello romano nel 1559 e in quello tridentino nel 1564 in quanto «scandalosa in più luoghi, in altri temeraria e in moltissimi eretica». Nel 1900 furono tuttavia depennate dall'Indice dei libri proibiti.
Agostino si era pronunciato in termini pessimistici sul problema della salvezza, a causa della corruzione della natura umana provocata dal peccato originale, e aveva polemizzato duramente con Pelagio e i suoi seguaci che, al contrario, svalutavano le conseguenze della disobbedienza di Adamo e ritenevano l'uomo fondamentalmente buono e in grado di ottenere la salvezza attraverso la libera e consapevole scelta di volgersi al bene.
Fra Battista non prese posizione su questo problema, perché avrebbe dovuto indursi, per necessità di ortodossia, a porsi sul versante agostiniano, quello stesso rivendicato dai luterani, che ne traevano conforto alla loro teoria della giustificazione per fede, contro i quali egli invece polemizzava apertamente. Ma la sua polemica era indirizzata soprattutto contro quei cattolici «insensati» che credevano, solo pregando, di procurarsi «migliara de anni de indulgentia»: Dio non accetta queste «vostre oratione né ha grato tal vostra contemplatione, ma più presto vole che le lassate per attendere al bisogno de altri».

## Scritti
- Via de aperta verità, Venezia, 1525
- Philosophia divina di quello solo vero maestro Iesu Christo crucifixo, Milano 1531
- Opera utilissima de la cognizione et vittoria di sé stesso, Venezia 1531
- Lo Specchio interiore opera divina per la cui lettione ciascuno divoto potrà facilmente ascendere al colmo della perfettione, Milano 1540
- Detti notabili raccolti da diversi authori per il R. P. Antonio Zaccharia da Cremona. Opera divotissima e molto utile a chi desidera far profitto delle cose de spirito et governar l'anima sua secondo il volere di Dio, Venezia 1583[12]